# Anisodes morbosa
Anisodes morbosa är en fjärilsart som beskrevs av Paul Dognin 1910. Anisodes morbosa ingår i släktet Anisodes och familjen mätare. Inga underarter finns listade i Catalogue of Life.